# 1625 NORC
1625 NORC (1625 The NORC) — астероїд головного поясу, відкритий 1 вересня 1953 року.
Тіссеранів параметр щодо Юпітера — 3,097.
Назва за IBM NORC